# Język jarawa
Język jarawa – język z grupy andamańskiej, którym posługuje się lud Jarawa na Andamanach. W 2012 r. odnotowano, że ma 340 użytkowników.
Należy do języków ongijskich (zwanych również onge-jarawa lub południowoandamańskimi). Jest spokrewniony z językiem onge.